# Jaime Lobo de Brito Godins
Jaime Lobo de Brito Godins foi um administrador colonial português que exerceu o cargo de Governador-Geral interino da Província de Angola entre 25 de Agosto de 1892 e Setembro de 1893, tendo sido antecedido por Guilherme Augusto de Brito Capelo e sucedido pelo 1.º mandato de Álvaro António da Costa Ferreira.